# Xã Deer Creek, Quận Tazewell, Illinois
Xã Deer Creek (tiếng Anh: Deer Creek Township) là một xã thuộc quận Tazewell, tiểu bang Illinois, Hoa Kỳ. Năm 2010, dân số của xã này là 1.383 người.